# Asclepias

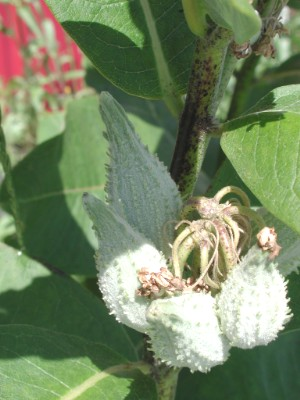
Asclepias syriaca

Asclepias L. (1753), és un gènere de plantes amb flors perennes i herbàcies que consta d'unes 140 espècies. Abans es classificava dins la família Asclepiadaceae, però actualment ho està dins la subfamília Asclepiadoideae de la família de les apocinàcies.
L'espècie Asclepias syriaca L. esta considerada com a invasora per la Unió Europea.

## Descripció
Les espècies que formen aquest gènere solen ser herbes, normalment perennes, amb òrgans subterranis de reserva. Les tiges solen ser glabres, a vegades laxament pubescents. Fulles oposades, rarament verticil·lades o alternes, subsèssils o amb un pecíol molt curt, de lineals a oblongues, arrodonides o cuneades en la base, agudes o acuminades. Les fulles són glabres per ambdues cares o pubescents. La inflorescència és terminal o axil·lar, i pedunculada. La floració es dona durant l'estiu. El calze sempre té una longitud menor que la meitat de la corol·la i soldat en la base. La corol·la és contorta, rotada, amb lòbuls lanceolats o oblongs, reflexos en l'antesi, amb una coloració molt variada. Aquesta és d'origen estaminal formada per cinc apèndixs estaminals que s'uneixen just per sota de les anteres o al llarg del tub format pels filaments estaminals, amb una part erecta cuculada i una altra corniculada. Els estams es troben fusionats entre si a nivell dels filaments formant un tub que envolta l'estil i part del ginostegi (qualsevol estructura de protecció del gineceu). Les anteres són rectangulars, alades i amb el connectiu prolongat en un apèndix ovoide, fortament inflex, que recobreix l'estigma. Els pol·linis són pènduls, claviformes i units a la caudícula per l'àpex. El fruit solen tenir un fol·licle horitzontal sobre pedicels erectes, espinosos o inermes. La llavor sovint és ovoide, alada o àptera, amb un vilà apical.
Tenen alcaloides amb un làtex i altres compostos complexos, alguns d'aquests són tòxics.
Linné li va donar aquest nom per Asclepi, el déu grec de la salut perquè tradicionalment es feien servir plantes d'aquest gènere en la medicina popular.
La pol·linització d'aquest gènere es fa d'una manera poc usual, ja que el pol·len s'agrupa en estructures complexes anomenades pol·linis o sacs de pol·len en lloc de grans de pol·len individuals o tètrades com passa en altres plantes.

## Distribució i Ecologia
La majoria de les espècies es troben en regions tropicals i subtropicals d'Amèrica del Nord i Central, algunes a Sud Amèrica, unes poques a l'Àfrica, i una anual i cosmopolita en regions càlides de tot el món (Asclepias curassavica).
Les espècies d'aquest gènere són molt mel·líferes, sent fonamentals per a l'alimentació de les papallones Monarca i àpids en general. Algunes espècies d'insectes poden alimentar-se d'aquestes plantes tòxiques per a la majoria d'animals, la ja esmenada papallona monarca, dos tipus d'escarabats (Labidomera clivicollis i Tetraopes tetraophtalmus) i dues xinxes (Oncopeltus fasciatus i Lygaeus kalmii), les quals poden acumular al seu cos les toxines vegetals i fer-se poc apetitoses per als seus depredadors.

## Usos
Amb les seues fibres es fabriquen cordes i es teixeixen teixits. Els filaments estan buits i estan recoberts per una substància cerosa amb propietats aïllants. Degut a les seues propietats antial·lèrgiques s'han emprat com a farcit dels coixins. Dins de la medicina tradicional s'utilitza com cicatritzant i en l'eliminació de berrugues. Degut a l'alt contingut en dextrosa del seu nèctar s'usava com edulcorant.

## Algunes espècies
Segons ITIS:
- Asclepias albicans S. Wats.
- Asclepias amplexicaulis Sm.
- Asclepias angustifolia Schweig.
- Asclepias arenaria Torr.
- Asclepias asperula (Dcne.) Woods.
- Asclepias brachystephana Engelm. ex Torr.
- Asclepias californica Greene
- Asclepias cinerea Walt.
- Asclepias connivens Baldw.
- Asclepias cordifolia (Benth.) Jepson
- Asclepias cryptoceras S. Wats.
- Asclepias curassavica L.
- Asclepias curtissii Gray
- Asclepias cutleri Woods.
- Asclepias emoryi (Greene) Vail
- Asclepias engelmanniana Woods.
- Asclepias eriocarpa Benth.
- Asclepias erosa Torr.
- Asclepias exaltata L.
- Asclepias fascicularis Dcne.
- Asclepias feayi Chapman ex Gray
- Asclepias fructicosaL.
- Asclepias glaucescens Kunth
- Asclepias hallii Gray
- Asclepias hirtella (Pennell) Woods.
- Asclepias humistrata Walt.
- Asclepias hypoleuca (Gray) Woods.
- Asclepias incarnata L.
- Asclepias involucrata Engelm. ex Torr.
- Asclepias labriformis M.E. Jones
- Asclepias lanceolata Walt.
- Asclepias lanuginosa Nutt.
- Asclepias latifolia (Torr.) Raf.
- Asclepias lemmonii Gray
- Asclepias linaria Cav.
- Asclepias linearis Scheele
- Asclepias longifolia Michx.
- Asclepias macrotis Torr.
- Asclepias meadii Torr. ex Gray
- Asclepias michauxii Dcne.
- Asclepias nivea L.
- Asclepias nummularia Torr.
- Asclepias nyctaginifolia Gray
- Asclepias obovata Ell.
- Asclepias oenotheroides Cham. i Schlecht.
- Asclepias ovalifolia Dcne.
- Asclepias pedicellata Walt.
- Asclepias perennis Walt.
- Asclepias physocarpa (E. Mey.) Schlechter
- Asclepias prostrata Blackwell
- Asclepias pumila (Gray) Vail
- Asclepias purpurascens L.
- Asclepias quadrifolia Jacq.
- Asclepias quinquedentata Gray
- Asclepias rubra L.
- Asclepias rusbyi (Vail) Woods.
- Asclepias scaposa Vail
- Asclepias solanoana Woods.
- Asclepias speciosa Torr.
- Asclepias sperryi Woods.
- Asclepias stenophylla Gray
- Asclepias subulata Dcne.
- Asclepias subverticillata (Gray) Vail
- Asclepias sullivantii Engelm. ex Gray
- Asclepias syriaca L.
- Asclepias texana Heller
- Asclepias tomentosa Ell.
- Asclepias tuberosa L.
- Asclepias uncialis Greene
- Asclepias variegata L.
- Asclepias verticillata L.
- Asclepias vestita Hook. i Arn.
- Asclepias viridiflora Raf.
- Asclepias viridis Walt.
- Asclepias viridula Chapman
- Asclepias welshii N.et P. Holmgren